# Mendidius ogloblini
Mendidius ogloblini är en skalbaggsart som beskrevs av Semenov och Medvedev 1928. Mendidius ogloblini ingår i släktet Mendidius och familjen Aphodiidae. Inga underarter finns listade i Catalogue of Life.